# Jaidyn Triplett
Jaidyn Triplett (Ohio, 24 november 2010) is een Amerikaans actrice en zangeres. Ze speelde in diverse films en series, waaronder A Stone Cold Christmas, The Affair en iCarly.

## Filmografie

### Film
- 2014: A Kid from Southside, als dochter
- 2015: Vacation, als dochter
- 2015: Sound and Color, als jong meisje
- 2016: All About the Money, als Reggie
- 2016: Not a Love Story, als brutale klasgenoot
- 2016: Major Deal, als Kennedy
- 2017: F***, Marry, Kill, als klein meisje (stemrol)
- 2017: The Beach Trip
- 2018: A Stone Cold Christmas, als Tina Miller
- 2018: Rhino, als Nalah
- 2019: Bre's Company, als Carter
- 2019: Love or Laughs, als baby die borstvoeding geeft
- 2024: Hauntology, als Venus Price
- 2024: All I Stole for Christmas

### Televisie
- 2014: How to Be a Grown Up, als dochter
- 2017: Unarmed, als Lexi Harris
- 2017: Army of None, als Brooke Lynn Payne
- 2018: Black-ish, als jonge Zoey
- 2019: Last Life, als dochter
- 2019: Family Reunion, als Lily
- 2019: These Streets Don't Love You Like I Do!, als Alexa Diaz
- 2019: The Affair, als Thea
- 2019: See, als Sheena
- 2020: Station 19, als achtjarige Victoria
- 2021: 5150, als Raven
- 2021-2023: iCarly, als Millicent Mitchell
- 2022: The Villains of Valley View, als Scarlett
- 2023: Secrets of Sulphur Springs, als Ruby

## Discografie

### EP
- 2023: Bopstar

### Singles
- 2023: Bopstar
- 2023: Tornado
- 2023: Enough
- 2023: Gone with the wind